# Gazoldo degli Ippoliti
Gazoldo degli Ippoliti és un municipi situat al territori de la província de Màntua, a la regió de la Llombardia, (Itàlia).
Gazoldo degli Ippoliti limita amb els municipis de Castellucchio, Ceresara, Marcaria, Piubega, Redondesco i Rodigo.
Pertany al municipi la frazione de San Fermo.

## Galeria

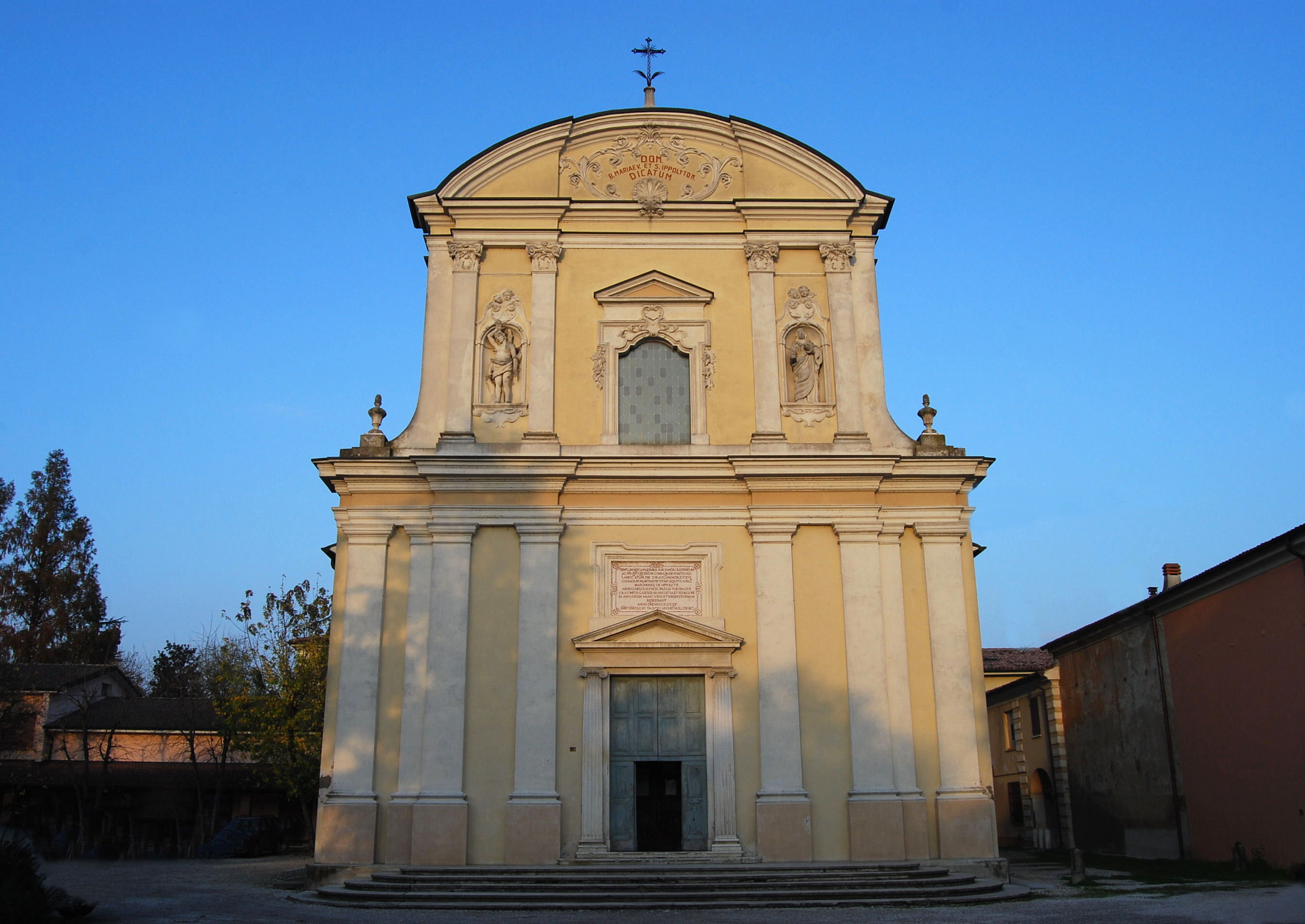
Església parroquial
Localització de Gazoldo degli Ippoliti a la província de Màntua